# Eumenes libycus
Eumenes libycus är en stekelart som beskrevs av Giordani Soika. Eumenes libycus ingår i släktet krukmakargetingar, och familjen Eumenidae.

## Underarter
Arten delas in i följande underarter:
- E. l. contrarius
- E. l. rubroniger